# Иавин
Иавин (др.-евр. יבין‬; Явин; Ябин) — имя двух ханаанских (ханаанейских) царей города Асор (Хацор).
- Иавин Асорский — во время завоевания евреями Ханаана заключил оборонительный союз против Иисуса Навина (Нав. 11).

- Иавин Асорский — угнетал евреев во времена Судей посредством своего жестокого военачальника Сисары, пока тот не был наголову разбит Деворой с Вараком и убит Иаилью (Суд. 4:5)[2]. Возможно, был назван в честь первого Иавина, который символизировал в глазах последующих поколений былую военную мощь ханаанейцев[3].